# طوبين سيبيري
طوبين ألطاي أو الطوبين السيبيري (Talpa altaica) هو نوع من الطوبين ينتمي إلى فصيلة الطوبينيات. يوجد في جميع أنحاء منطقة تايغا في جنوب وسط سيبيريا في روسيا، ويوجد حتى في شمال منغوليا وكازاخستان.
يعيش هذا الطوبين في الموائل الحرجية ويتغذى بشكل رئيسي على ديدان الأرض. 
هذا نوع شائع. يُصطاد أحيانًا بسبب فروه.